# Pornografia (album Defektu Muzgó)
Pornografia – drugi album zespołu Defekt Muzgó wydany na kasecie magnetofonowej przez wydawnictwo ITM Records w 1992 roku. Album zawiera nagrania z różnych prób zespołu oraz z koncertu we wrocławskim klubie „Rura”.

## Lista utworów
| Strona A | Strona A                             | Strona A |
| Nr       | Tytuł utworu                         | Długość  |
| -------- | ------------------------------------ | -------- |
| 1.       | „Nie mów do mnie nic” (Defekt Muzgó) | 2:15     |
| 2.       | „Ku Klux Klan” (Defekt Muzgó)        | 2:09     |
| 3.       | „Wszyscy pokutujemy” (Sedes)         | 2:05     |
| 4.       | „Rewolucja” (Defekt Muzgó)           | 2:00     |
| 5.       | „Krystyna (replay)” (Defekt Muzgó)   | 2:30     |
| 6.       | „Nowy lepszy świat” (Defekt Muzgó)   | 2:04     |
|          |                                      | 13:03    |

| Strona B | Strona B                          | Strona B |
| Nr       | Tytuł utworu                      | Długość  |
| -------- | --------------------------------- | -------- |
| 1.       | „Pornografia” (Defekt Muzgó)      | 2:43     |
| 2.       | „Służ Ojczyźnie” (Defekt Muzgó)   | 3:22     |
| 3.       | „Obcy” (Defekt Muzgó)             | 2:00     |
| 4.       | „Norma” (Defekt Muzgó)            | 2:45     |
| 5.       | „Korupcja” (Defekt Muzgó)         | 1:38     |
| 6.       | „Zdrowie Marka K.” (Defekt Muzgó) | 2:15     |
|          |                                   | 14:43    |

## Twórcy
- Tomasz „Siwy” Wojnar – śpiew, gitara
- Mariusz „Borek” Borowski – gitara basowa (A1 – A5)
- Piotr Bojan – gitara basowa (A6 – B6)
- Krzysztof „Heban” Migdał – perkusja, śpiew

Realizacja
- Mieczysław Jurecki – zgranie